# Колидж 1975
Колидж 1975 (на английски: College 1975) е полупрофесионален футболен отбор от Гибралтар, задморска територия на Великобритания. Състезават се в Гибралтарска първа дивизия.

## История
Основан 1975 година като „Колидж ФК“. Мачовете си играе на стадион „Виктория“. Между 2013 и 2015 играят само футзал до прекратяването на слетия с „Европа ФК“ отбор. Най-големият му успех е през 2014/15, когато извоюва сребърните медали в първенството. 

## Предишни имена
| Години      | Име                                                       |
| ----------- | --------------------------------------------------------- |
| 1975 – 1980 | „Колидж ФК“ College FC                                    |
| 1980 – 2013 | „Колидж Космос“ College Cosmos                            |
| 2013 – 2015 | „Колидж Европа ФК“ College Europa (сливане с „Европа ФК“) |
| 2015 -      | „Колидж 1975 ФК“ College 1975 FC                          |

## Успехи
- Гибралтарска първа дивизия
  -  Сребърен медалист (1): 2014/15
- Гибралтарска втора дивизия
  -  Победител (1): 2012/13
- Купа на Скалата
  -  1/4 финалист (1): 2015/16